# 블루밍턴역
블루밍턴역(Bloomington Station)은 캐나다 온타리오주 리치먼드힐 북동쪽 끝에 위치한 통근열차역으로, GO 트랜싯의 리치먼드힐선 통근열차 및 버스가 정차하는 곳이다. 2021년 6월에 개통한 이 역은 리치먼드선의 북부 종착역이다.

## 위치
블루밍턴역은 캐나다 내셔널 철도가 소유하는 밸라선 28.5 마일 (45.9 km) 지점에 위치해있으며, 남쪽으로는 곰리역이 위치해있다. 전역인 곰리역에서 북쪽으로 리치먼드힐선 열차가 정박하는 곰리 주박선이 위치해있다. 이후 짧은 거리를 지나 404번 고속도로와 블루밍턴 로드에 있는 다음 역이자 리치먼드힐선의 종착역인 블루밍턴역에 다다른다.
밸라선은 이후 북쪽으로 서드베리까지 계속 이어진다. 이 역에 정차하지는 않지만 VIA 철도의 캐나디안 열차와 CN 화물철도가 이 구간을 지나간다.

## 역사
블루밍턴역은 2016년 12월에 곰리역이 개통하고 나서 석 달 뒤인 2017년 3월에 공사를 시작하였다. 이 역에는 GO 트랜싯의 61번 버스가 통근열차가 정차하지 않는 시간대에 대신 정차하며, YRT 시내버스 또한 추후에 정차할 예정이다.
단일 승강장과 역사, 버스 승강장, 환승객 전용 차량 정차 공간은 물론 998대 규모의 주차 공간으로 이루어진 이 역은 블루밍턴 로드 남쪽, 캐나다 내셔널 철도 노선 동쪽, 404번 고속도로 서쪽에 위치해있다. 또한 추후에 주에서 관리하는 카풀 주차장 설치를 대비하여 여분의 부지를 남겨두었다. 이 역에는 또한 온타리오주 교통부가 운영하는 추후에 카풀 전용 주차 공간으로 쓰일 여분의 부지도 있다. 이 역의 공사 비용은 총 8240만 달러가 들어갔으며, 주차 공간을 접목한 역 건물은 LEED 골드 인증을 받았다.
블루밍턴역은 2019년 12월에 개통할 예정이었지만 2019년 6월에 개통 예정일이 2020년으로 미루어졌다. 코로나19로 공사가 더욱 지연된 블루밍턴역은 2021년 6월 28일에 개통하였다.

## 시설
블루밍턴역은 직원이 상주하지 않는 무인역으로, 통근열차 티켓 구매나 카드 충전은 역에 있는 자동판매기에서 할 수 있다. 프레스토 카드가 없는 경우에는 신용카드나 체크카드를 단말기에 태그해 요금을 정산할 수도 있고, 스마트폰에서 GO 트랜싯 홈페이지에 들어가 이티켓 (e-ticket)을 구매할 수도 있다.
역 내부에는 대합실과 화장실이 있으며, 승강장에는 눈과 비를 피할 수 있는 쉼터가 있으며, 겨울에는 난방도 된다. 역 건물, 승강장 및 열차 내부는 휠체어 승객들도 이용할 수 있으며, 승강장 중앙에 있는 휠체어 램프를 통해 열차에 오르내릴 수 있다. 환승 주차장에는 765대 규모의 주차 공간이 있으며, 최대 48시간까지 무료 주차가 가능하다. 이곳에는 또한 16대의 전기차 전용 주차 공간과 17대의 장애인 전용 주차 공간이 마련되어있다.
이 역에는 자전거 거치대가 마련되어있지 않지만 통근열차 내부에는 자전거 반입이 가능하다. GO 트랜싯의 61번 버스는 역에 있는 버스 승강장에 정차하며, YRT 버스는 이곳에 정차하지 않는다.

## 운행 계통
2023년 6월 24일 기준 곰리역에는 평일 출근 시간대에 유니언 방면으로 통근열차가 3대, 퇴근 시간대에 당역 종착하는 열차가 4대 정차한다. 평일 오전 5시 20분부터 오후 1시 55분까지 나머지 시간대에 유니언역으로 향하는 버스가 운행한다.

## 버스 연결편
| 노선 | 노선       | 노선          | 종점       | 종점 | 종점                 | 경유지                                                    | 기준일          | 비고 |
| ---- | ---------- | ------------- | ---------- | ---- | -------------------- | --------------------------------------------------------- | --------------- | ---- |
| 61   | 리치먼드힐 | Richmond Hill | 블루밍턴역 | ↔    | 유니언역 버스 터미널 | 곰리역 · 리치먼드힐역 · 랭스태프역 · 유니언역 버스 터미널 | 2023년 6월 24일 |      |

## 인접한 역
| 메트로링스 밸라선 | 메트로링스 밸라선      | 메트로링스 밸라선 |
| ----------------- | ---------------------- | ----------------- |
| 곰리 유니언 방면  | GO 트랜싯 리치먼드힐선 | 시·종착역         |